# Chiesa Madre (Erice)

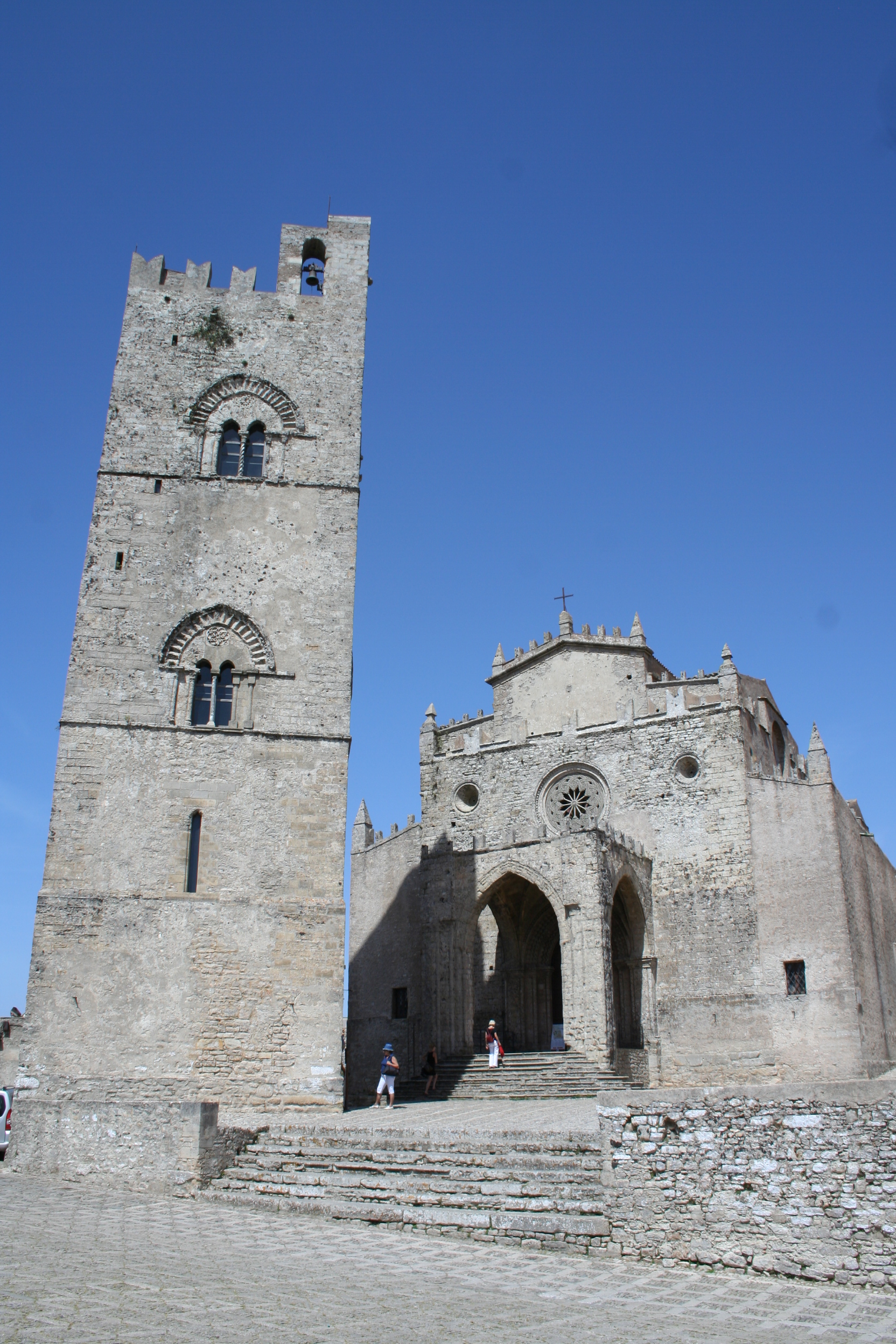
Kirche von Südwest

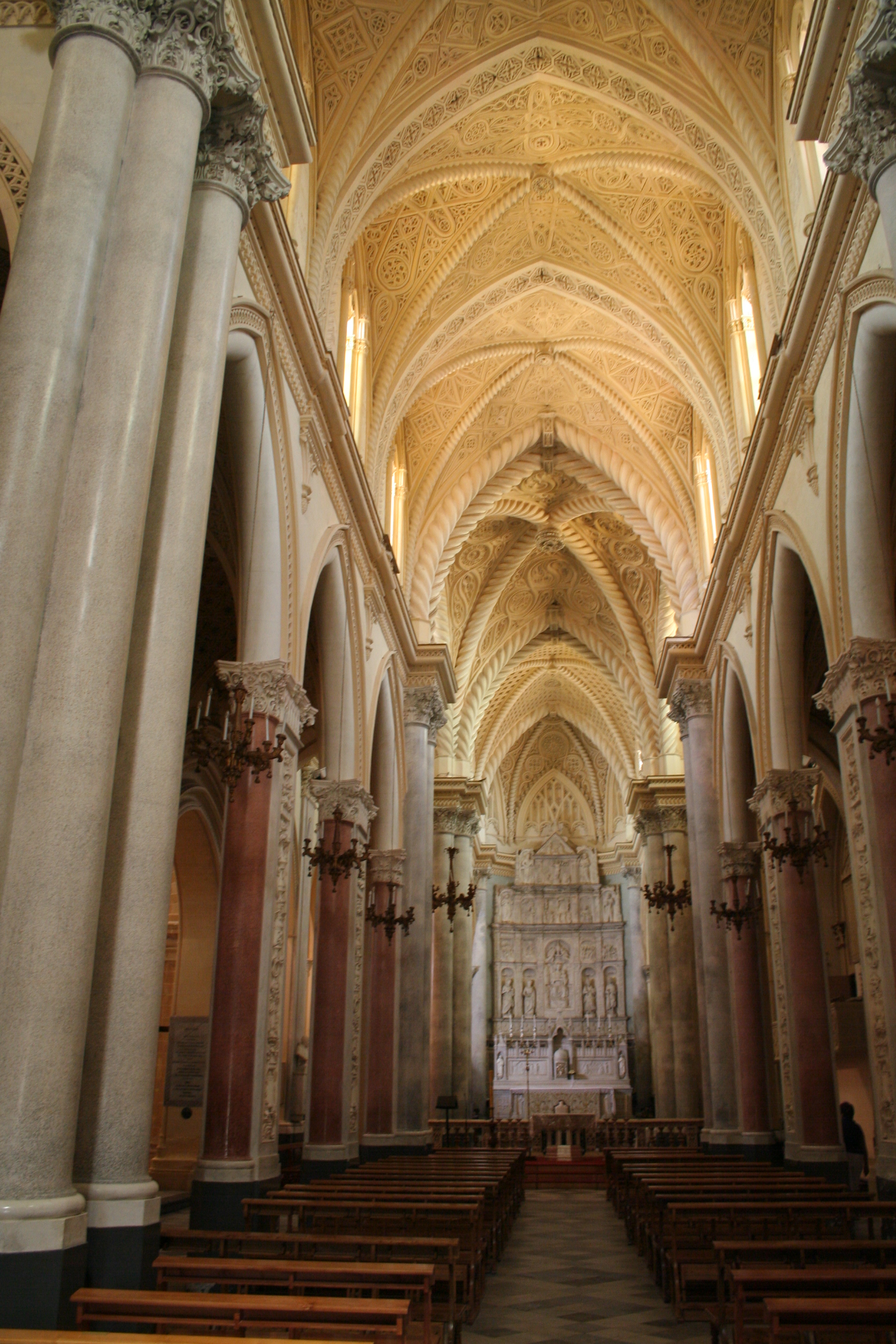
Mittelschiff mit Hochaltar

Die Chiesa Madre (Hauptkirche) von Erice am Westrand der kleinen Stadt nahe der Porta Trapani mit dem Patrozinium Mariä Aufnahme in den Himmel (Maria Santissima Assunta) wird als Hauptkirche der Stadt auch Duomo dell’Assunta genannt.

## Geschichte
Die Kirche wurde im Jahre 1312 unter König Friedrich II. (III.) mit Material aus einem ursprünglich dort bestehenden heidnischen Tempel gebaut, der der Venus Ericina gewidmet war. Venus Ericina ist die Göttin der unreinen Liebe, also der Prostituierten. Gegenüber dem heutigen Baukörper war diese Kirche jedoch nur ein erster kleiner Sakralbau, der mehrfach restauriert, modernisiert und vergrößert wurde. Die Kirche drohte mehrmals einzustürzen, was im Herbst 1853 dann tatsächlich passierte. Unter Dekan Don Giuseppe Augugliaro wurde sie sofort wieder aufgebaut. Der Neuaufbau des Mittelschiffes erfolgte ganz im Stil der damaligen Neugotik.
Von dieser Muttergottes-Kirche aus wurde ein großer Kirchenbezirk regiert, der Agro Ericino. Er bestand aus mehr als 20 neuen Pfarreien innerhalb der Gemeinden Erice, Valderice, Custonaci, Buseto Palizzolo und San Vito Lo Capo und zählte 1930 noch mehr als 20.000 Einwohner, nahezu ausschließlich katholisch. Heute ist die Muttergottes-Kirche nur mehr Pfarrkirche für etwa 250 Einwohner. Jährlich wird sie von Hunderttausenden von Gläubigen und Touristen aufgesucht.

## Architektur
Das Bauwerk zeigt nach außen einen überaus wehrhaften Stil mit massiven Kalksteinquadern und markanten Zinnen oberhalb des Gesimses. Dadurch entsteht eine einheitliche Wirkung mit einem charaktervollen, einzigartigen und monumentalen Portikus und frei stehendem, quadratischem Glockenturm. Die Kirche ist im Chiaramontestil gehalten. Der einzige Zugang ins Bauwerk besteht durch das Westportal, das in Form eines doppelten Rings mit ovaler Zahnung gestaltet ist. 
Oberhalb des Eingangs wird die Fassade durch eine kleine Veranda geprägt, die vor das eigentliche Portal gesetzt wurde. Dieser Vorbau erinnert an ein altes Brunnenhaus. Er wurde 1426 von Erzpriester Bernard Militari erbaut, um Büßern, die vor dem Ende der kanonischen Strafe nicht in die Kirche eingelassen wurden, die Teilnahme an der Messe zu ermöglichen. Die große Rosette aus den 1950er Jahren wurde nach dem Vorbild der Kirche Sant’Agostino in Trapani erstellt. Auf beiden Seiten der zentralen Rosette befinden sich zwei kleine Fenster.
Die Nordseite hat das Aussehen eines Profanbaus, in den die Kirche vollständig integriert ist. Auf dem Dach des Gebäudes gibt es Fahnenträger. Auf der Ostseite befindet sich ein kleiner Altar mit dem Steinkreuz für den Ritus der Segnung der Palmen zu Beginn der Karwoche.
Der neogotische dreischiffige Innenraum stammt überwiegend aus dem 19. Jahrhundert. Das Gewölbe ist mit Maßwerk gestützt und unterteilt. Die Seitenschiffe sind mit weiteren Altären sowie Kapellen unterschiedlichen Alters versehen.
Die Besonderheit der Kirche, durch die ein räumlich-monumentaler Eindruck entsteht, ist die geschickte Architektur mittels doppeltem Querschiff. Das Kreuzgewölbe des Mittelschiffes ist nicht, wie üblich, unterbrochen, sondern mit den Kreuzrippen der Querhausgewölbe geschickt verbunden, so dass vom Eingang her der Eindruck eines längeren Langhauses entsteht. Unterstützt wird diese scheinbare Größe des Raums durch sich perspektivisch verjüngende schlanke Säulen im Mittelschiff. Das Gewölbe mutet an wie von Spitze geschmückt.

## Ausstattung

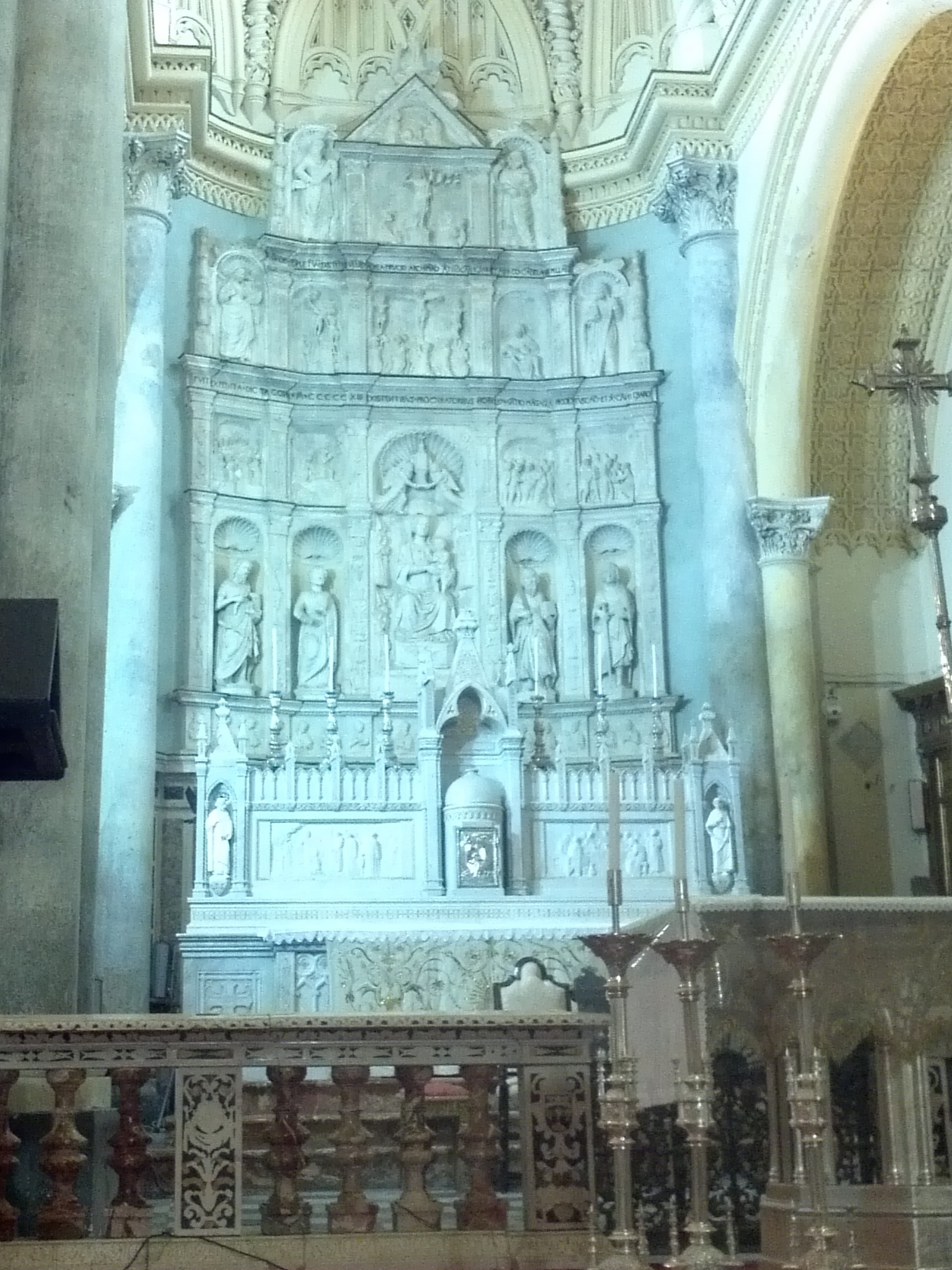
Hochaltar

Das hölzerne Chorgestühl ist aus dem Jahr 1815. Das Marmor-Retabel auf dem Hochaltar ist ein Werk von Giuliano Mancino von 1513 und stellt Jesus mit den zwölf Aposteln dar sowie einige der Kirchenväter. Im Zentrum der fünfachsigen Arbeit sitzt die Jungfrau Maria „Tenda dell'alleanza“ auf einem Thron mit dem Kind auf dem Arm von einem Tabernakel überkrönt. Auf der rechten Seite der Jungfrau Maria stehen Petrus und Johannes der Täufer, auf der linken Seite sind Paulus und Johannes dargestellt. Weiter oben gibt es Tafeln mit Szenen aus der Passion Christi und zuoberst die der Auferstehung. Zur Krönung der Arbeit vier Figuren der Propheten und das Tympanon zeigt die Geburt Jesu. Unter dem Hochaltar aus weißem Carrara-Marmor des Bildhauers Benedetto De Lisi aus Palermo, der 1906 fertiggestellt wurde, liegen die Reliquien des berühmten Märtyrers San Benigno.
Auf der Tür zur linken Wand, mit dem sogenannten Angelo Musico, befindet sich ein Fresko aus dem 15. Jahrhundert, eine Arbeit von Giovanni Russi, das als ein Fragment der mittelalterlichen Kirche verblieben ist. Eine Bronzetür stammt aus dem Jahre 1683, die Orgel im rechten Seitenschiff von 1895.

## Glockenturm
Der Glockenturm ist ein eigener Baukörper und wurde als ein Wachturm am Ende des 3. Jahrhunderts v. Chr. zur Zeit der Punischen Kriege erbaut. Friedrich II. von Aragon, König und Gründer der Kirche, der mehrere Jahre in Erice sein Exil verbrachte, das von feindlichen Truppen belagert war, erweiterte ihn zum Glockenturm. Im Erdgeschoss befindet sich der Eingang von der Seite der Kirche her. Die Gesamthöhe beträgt 28 Meter, die Besucher nach 108 Stufen auf einer kleinen Plattform erreichen können.